# Lago di Morat
Il lago di Morat (più raramente lago di Murten) (in tedesco Murtensee - in francese lac de Morat) è un lago della Svizzera. Prende il nome dalla cittadina Murten/Morat situata sulle sue rive.
È il più piccolo dei tre laghi del Giura svizzero; gli altri due sono il lago di Neuchâtel ed il lago di Bienne.
Il principale affluente del lago è il fiume Broye, che porta il 63% delle acque del lago. Il lago di Morat fluisce nel lago di Neuchâtel attraverso il canale della Broye. Serve, insieme al lago di Neuchâtel, come bacino di compensazione delle acque del fiume Aar, che si getta nel lago di Bienne. Infatti, se il livello di quest'ultimo sale troppo, lo scorrimento si può fermare o anche andare in senso inverso.